# Apterichtus klazingai
Apterichtus klazingai är en fiskart som först beskrevs av Weber, 1913.  Apterichtus klazingai ingår i släktet Apterichtus och familjen Ophichthidae. Inga underarter finns listade i Catalogue of Life.